# Ny Persei
Ny Persei (ν Persei, förkortat Ny Per, ν Per) som är stjärnans Bayerbeteckning, är en jättestjärna belägen i den mellersta delen av stjärnbilden Perseus. Den har en skenbar magnitud på 3,80 och är klart synlig för blotta ögat. Baserat på parallaxmätning inom Hipparcosuppdraget på ca 5,9 mas, beräknas den befinna sig på ett avstånd av ca 560 ljusår ( ca 171 parsek) från solen.

## Egenskaper
Ny Persei är en blå till vit jättestjärna av spektralklass F5 II. Den har massa som är ca 5 gånger större än solens massa, en radie som är ca 23 gånger större än solens och utsänder från sin fotosfär ca 1 490 gånger mer energi än solen vid en effektiv temperatur på ca 6 630 K.
Flera följeslagare till primärstjärnan har rapporterats in: B, av magnitud 12,1 och separation 31,6 bågsekunder, med sin egen följeslagare, E, av magnitud 14,3 och separation 7,7 bågsekunder.  Dessutom har rapporterats C av magnitud 13,2 och separation 55,7 bågsekunder och D av magnitud 13,8 och separation 22,8 bågsekunder.